# بلبل سيلاني
بلبل اندونيسي (الاسم العلمي: Pycnonotus zeylanicus) (بالإنجليزية: Straw-headed Bulbul) هو نوع من الطيور يتبع جنس البلبل من فصيلة البلابل. له صوت جميل ومميز  يختلف عن جميع اصوات الطيور اشبه بقطرات الماء مع صدى عالي ، موطنه دول جنوب شرق اسيا ، اندونيسيا، ماليزيا ، تايلند ، يسمى في اندونيسيا كوكاك راوو ، Cucak Rowo ، في عام ١٧٨٣ تم تدوينه بالكتب العلميه وظن ان موطنه الاصلي هو  جزيرة سيرلانكا ومن هنا اخذ اسمه بالخطأ ، يعاني من كثرة الصيد من محبي وهواة الطيور المغرده في دول جنوب شرق اسيا وخصوصا اندونيسيا حتى وصل لقائمة الطيور المهدده بالانقراض، ووضع في قائمة الطيور المهدده بالانقراض بشكل حرج عام ٢٠١٨  